# Paneuropäische Verkehrskorridore

Die zehn Helsinki-Verkehrskorridore

Die Paneuropäischen Verkehrskorridore wurden auf drei Konferenzen der Europäischen Verkehrsminister entworfen. Auf der Konferenz in Prag 1991 wurde die benötigte Verkehrsinfrastruktur und das Korridor-Konzept festgelegt. Auf Kreta (1994) benannten die Teilnehmer aus West-, Mittel- und Osteuropa neun Korridore, die bei der Infrastruktur-Entwicklung vorrangig zu berücksichtigen sind. Auf der Konferenz in Helsinki 1997 kamen ein zehnter Korridor und für den Gütertransport wichtige Häfen dazu.
Diese sog. „Helsinki-Korridore“ als Teil des größeren Transeuropäischen Verkehrsnetzes (TEN) umfassten insgesamt 48.000 km Güterverkehrsstrecken, davon 25.000 km auf der Schiene und 23.000 km auf der Straße. Flughäfen, See- und Binnenhäfen sowie große Bahnhöfe sind die multimodalen Verknüpfungspunkte für die weiträumigen Verbindungen zwischen den mittel- und osteuropäischen Ländern.
Zwischen Oktober 2004 und November 2005 setzte die Europäische Kommission die Hochrangige Arbeitsgruppe II unter der Leitung von Loyola de Palacio ein, die eine begrenzte Anzahl von wichtigen Verkehrsachsen zwischen der Europäischen Union und ihren Nachbarländern festlegen sollte. An der Arbeitsgruppe haben die 25 EU-Staaten sowie Bulgarien und Rumänien, 26 benachbarte Staaten sowie die Europäische Investitionsbank, die Europäische Bank für Wiederaufbau und Entwicklung und die Weltbank teilgenommen.
Das Konzept der Paneuropäischen Verkehrskorridore wurde zwischen 2010 und 2013 durch die EU-Verkehrspolitik weiter entwickelt und geht weit über den zwischenzeitlichen Ansatz der Vorrangigen Vorhaben hinaus. Die Helsinki-Korridore sind heute, teils in geänderter Form, Teil der neun sog. TEN-V-Kernnetzkorridore (TEN-T Core Network Corridors), in der neuen Verordnung (EU) Nr. 1315/2013 (PDF) über die Leitlinien der Union für den Aufbau eines transeuropäischen Verkehrsnetzes definiert und im Investitionsprogramm Connecting Europe Fazilität (Verordnung (EU) Nr. 1316/2013 (PDF)) besonders berücksichtigt.

## Umsetzung
Das Konzept sollte den Aufbau eines zukünftigen paneuropäischen Verkehrsnetzwerkes fördern, das sowohl das eigentliche Gebiet der EU (Stand 2003), der (damaligen) Beitrittsländer, der Nachfolgestaaten der Sowjetunion sowie weiterer Länder umfasst. Das Verkehrsnetz enthält die folgenden Komponenten:
- auf dem Gebiet der EU das Transeuropäische Transportnetz (TEN)
- das TINA-Netzwerk (Transport Infrastructure Needs Assessment) bestehend aus den zehn Korridoren und weiteren Einrichtungen der Beitrittsländer 2004.
- die Korridore auf dem Gebiet zukünftiger Beitrittskandidaten, der Nachfolgestaaten und weiterer Länder.
- die vier Pan-European Transport Areas (PETrAs) der Seegebiete.
- sowie die Europa-Asien-Verbindungen, insbesondere TRACECA (Transport Corridor Europe-Caucasus-Asia)

## Beteiligte Staaten
| Land                    | EU- Beitritt | Korridor | Korridor | Korridor | Korridor | Korridor | Korridor | Korridor | Korridor | Korridor | Korridor |
| Land                    | EU- Beitritt | I        | II       | III      | IV       | V        | VI       | VII      | VIII     | IX       | X        |
| ----------------------- | ------------ | -------- | -------- | -------- | -------- | -------- | -------- | -------- | -------- | -------- | -------- |
| Deutschland             | EU-12        |          | x        | x        | x        |          |          | x        |          |          |          |
| Finnland                | EU-15        | x        |          |          |          |          |          |          |          | x        |          |
| Griechenland            | EU-15        |          |          |          | x        |          |          |          |          | x        | x        |
| Italien                 | EU-12        |          |          |          |          | x        |          |          |          |          |          |
| Österreich              | EU-15        |          |          |          | x        |          |          | x        |          |          | x        |
| Polen                   | 2004         | x        | x        | x        |          |          | x        |          |          |          |          |
| Slowakei                | 2004         |          |          |          | x        | x        | x        | x        |          |          |          |
| Slowenien               | 2004         |          |          |          |          | x        |          |          |          |          | x        |
| Tschechien              | 2004         |          |          |          | x        |          | x        |          |          |          |          |
| Ungarn                  | 2004         |          |          |          | x        | x        |          | x        |          |          | x        |
| Estland                 | 2004         | x        |          |          |          |          |          |          |          |          |          |
| Lettland                | 2004         | x        |          |          |          |          |          |          |          |          |          |
| Litauen                 | 2004         | x        |          |          |          |          |          |          |          |          |          |
| Bulgarien               | 2007         |          |          |          | x        |          |          | x        | x        | x        | x        |
| Rumänien                | 2007         |          |          |          | x        |          |          | x        |          | x        |          |
| Kroatien                | 2013         |          |          |          |          | x        |          | x        |          |          | x        |
| Moldawien               | [ A 3 ]      |          |          |          |          |          |          |          |          | x        |          |
| Russland                | [ A 3 ]      | x        | x        | x        |          |          |          |          |          | x        |          |
| Ukraine                 | [ A 3 ]      |          |          | x        |          | x        |          |          |          | x        |          |
| Belarus                 | [ A 3 ]      |          | x        |          |          |          |          |          |          |          |          |
| Bosnien und Herzegowina | [ A 2 ]      |          |          |          |          | x        |          |          |          |          |          |
| Mazedonien              | [ A 2 ]      |          |          |          |          |          |          |          | x        |          | x        |
| Serbien                 | [ A 2 ]      |          |          |          |          |          |          | x        |          |          | x        |
| Albanien                |              |          |          |          |          |          |          | x        |          |          |          |
| Türkei                  |              |          |          |          | x        |          |          |          |          |          |          |

Anmerkungen zur Tabelle
1. ↑  Für die Eisenbahn-Korridore IV und X und den Schifffahrt-Korridor VII wurde ein Koordinationsbüro in Wien eingerichtet. Dessen Aufgabe besteht in der Förderung des intermodalen Güteraustausches zwischen Schiff und Bahn entlang der Donau.
2. 1 2 3 4 5  Nachfolgestaat Jugoslawiens
3. 1 2 3 4 5 6 7  Postsowjetischer Staat, (engl. new independent state)

## Charakteristika

### Korridor I
- Helsinki: Lückenschluss mit Fähre oder Tunnel noch nicht festgelegt
- Tallinn – Riga – Kaunas – Warschau
- Zweig IA: Riga – Kaliningrad – Danzig
- 1655 km Schiene
- 1630 km Straße

Bemerkungen: als Rail Baltica (Projekt TEN-V27) verzögerter Baubeginn

### Korridor II
- Berlin  – Warschau  – Minsk  – Moskau – Nischni Nowgorod
- 2313 km Schiene
- 2200 km Straße

### Korridor III
- Dresden  – Breslau  – Lemberg – Kiew
- Zweig: Berlin – Breslau
- 1650 km Schiene
- 1700 km Straße

Bemerkungen: Bahnstrecke Görlitz–Dresden, Bahnstrecke Węgliniec–Görlitz, Bahnstrecke Miłkowice–Jasień, Niederschlesisch-Märkische Eisenbahn

### Korridor IV
- Dresden – Prag  – Bratislava/Wien  – Budapest – Arad
- Zweig: Nürnberg – Prag
- Zweig: Arad – Bukarest – Constanța
- Zweig: Arad – Donaubrücke 2  – Wraza – Sofia  – Istanbul
- Zweig: Sofia – Thessaloniki
- 4340 km Schiene
- 3640 km Straße

### Korridor V
- Venedig  – Koper – Ljubljana  – Budapest – Uschhorod – Lemberg
- Zweig: Rijeka – Zagreb – Budapest
- Zweig: Ploče – Sarajevo  – Budapest
- Zweig: Bratislava (Slowakei) – Žilina  – Uschhorod
- 3270 km Schiene
- 2850 km Straße

### Korridor VI
- Danzig – Grudziądz – Kattowitz  – Žilina
- Zweig: Grudziądz – Posen
- Zweig: Zebrzydowice – Ostrava
- 1800 km Schiene
- 1880 km Straße

### Korridor VII
- Donau zwischen Mündung und Regensburg 2415 km

### Korridor VIII
Dieser Ost-West-Korridor verbindet die Adria (Pan-European Transport Area Adriatic-Ionian Sea) mit dem Schwarzen Meer (Pan-European Transport Area Black Sea) über die südöstliche Balkanhalbinsel. Die Entfernung über Albanien, Mazedonien und Bulgarien beträgt auf der Schiene 1270 km, auf der Straße 960 km. Sie verläuft von der Hafenstadt Durrës über Tirana, Skopje und Sofia zu den Häfen Varna und Burgas.

### Korridor IX
- Helsinki  – Sankt Petersburg – Pskow – Kiew – Ljubasewka – Chișinău – Bukarest  – Alexandroupoli
- Zweig 2003: Klaipėda/Kaliningrad – Vilnius – Minsk – Kiew
- Zweig 2003: Ljubasevka – Odessa
- 6500 km Schiene
- 5820 km Straße

### Korridor X
Dieser multimodale Verkehrsweg verläuft von Nordwest nach Südost und verbindet Österreich, Slowenien, Kroatien, Serbien, Mazedonien sowie Ungarn mit Griechenland und Bulgarien. Die Hauptachse ist Salzburg – Ljubljana – Zagreb – Belgrad – Niš – Skopje – Veles – Thessaloniki mit den Nebenzweigen:
- Zweig A: Graz – Maribor – Zagreb;
- Zweig B: Budapest – Novi Sad – Belgrad,
- Zweig C: Niš – Sofia mit Anbindung an den Korridor IV Richtung Istanbul;
- Zweig D: Veles – Bitola – Florina – Kozani – Egnatia – Igoumenitsa.

Teil des Korridors sind etwa 2528 km Bahnstrecken, 2300 km Straßen, zwölf Flughäfen und vier See- und Binnenhäfen.
Der Straßenverlauf durch die Staaten des ehemaligen Jugoslawien entspricht gänzlich der Strecke des Autoput.